# Zabit Samedov
Zabit "Maugli" Samedov (Russisch: Забит Самедов) (Gardabani, 21 juni 1984) is een Azerbeidzjaans kickbokser. Hij deed vaak mee aan K-1-wedstrijden.

In gevecht

## Titels
- 2016 - Wbc Muay Thai  Heavywheight Championship
- 2015 - GFC Fight Series 3 Heavyweight Tournament Champion
- 2013 - Legend 1 in Moscow
- 2009 - K-1 World GP in Łódź champion
- 2008 - K-1 Europe GP runner-up
- 2007 - K-1 World Grand Prix in Las Vegas runner up
- 2007 - K-1 Rules Kick Tournament in Marseilles champion
- 2006 - K-1 Fighting Network in Riga champion
- 2006 - K-1 Hungary champion
- 2006 - IFMA World Amateur Muay Thai Championship Winner in Thailand
- 2006 - WMF World Amateur Muay Thai Championship Winner in Thailand
- 2005 - WBKF Azerbaijaan Kickboxing champion
- 2004 - WBKF European Kickboxing champion
- 2004 - WAKO Thaiboxing World champion in Ukraine
- 2003 - "Kristall Cup" Kickboxing runner-up
- 2002 - "Kristall Cup" Kickboxing champion
- 2002 - WBKF BARS Gold Cup Kickboxing champion
- 2001 - IFMA European Muay Thai champion
- 2000 - WAKO Thaiboxing World Cup champion